# Umaglesi Liga 2001-2002
L'Umaglesi Liga 2001-2002 è stata la tredicesima edizione della massima serie del campionato georgiano di calcio. La stagione è iniziata il 28 luglio 2001 e si è conclusa il 22 maggio 2002. La T'orp'edo Kutaisi ha vinto il campionato per la terza edizione consecutiva.

## Stagione

### Novità
Dalla Umaglesi Liga 2000-2001 sono stati retrocessi il Dila Gori (che ha perso lo spareggio promozione/retrocessione), l'STU Tbilisi e l'Iberia Samt'redia, mentre dalla Pirveli Liga sono stati promossi il Guria Lanchkhuti, il Met'alurgi Zest'aponi e il Samgurali Ts'q'alt'ubo (che ha vinto lo spareggio promozione/retrocessione).

### Formula
Il campionato constava di una doppia fase. Nella prima fase le 12 squadre partecipanti si sono affrontate in un girone all'italiana con partite di andata e ritorno, per un totale di 22 giornate. Le prime sei classificate sono state ammesse alla seconda fase per decretare la squadra campione, mentre le restanti sei squadre sono state ammesse alla seconda fase per decretare le retrocessioni.

Nella seconda fase in entrambi i gruppi le squadre si sono affrontate in un girone all'italiana con partite di andata e ritorno, per un totale di 10 giornate. Alla seconda fase ciascuna squadra accedeva con la metà dei punti conquistati nel corso della prima fase. Nel gruppo per il titolo la squadra prima classificata è stata dichiarata campione di Georgia ed ammessa al primo turno preliminare della UEFA Champions League 2002-2003. La seconda classificata veniva ammessa al turno preliminare della Coppa UEFA 2002-2003 assieme alla squadra vincitrice della coppa nazionale. La terza classificata veniva ammessa alla Coppa Intertoto 2002. Nel gruppo per la salvezza le ultime due classificate sono state retrocesse in Pirveli Liga, mentre terzultima classificata accedeva allo spareggio promozione/retrocessione con la terza classificata in Pirveli Liga per un posto in massima serie.

## Prima fase

### Squadre partecipanti
| Club                   | Città        | Stagione 2000-2001        |
| ---------------------- | ------------ | ------------------------- |
| Dinamo Batumi          | Batumi       | 7º posto in Umaglesi Liga |
| Dinamo Tbilisi         | Tbilisi      | 3º posto in Umaglesi Liga |
| Gorda Rustavi          | Rustavi      | 9º posto in Umaglesi Liga |
| Guria Lanchkhuti       | Lanchkhuti   | 1º posto in Pirveli Liga  |
| K'olkheti-1913 Poti    | Poti         | 5º posto in Umaglesi Liga |
| Lok’omot’ivi Tbilisi   | Tbilisi      | 2º posto in Umaglesi Liga |
| Merani-91 Tbilisi      | Tbilisi      | 6º posto in Umaglesi Liga |
| Met'alurgi Zest'aponi  | Zestaponi    | 2º posto in Pirveli Liga  |
| Samgurali Ts'q'alt'ubo | Ts'q'alt'ubo | 3º posto in Pirveli Liga  |
| Sioni Bolnisi          | Bolnisi      | 8º posto in Umaglesi Liga |
| T'orp'edo Kutaisi      | Kutaisi      | Campione di Georgia       |
| WIT Georgia            | Tbilisi      | 4º posto in Umaglesi Liga |

### Classifica finale
|  | Pos. | Squadra                | Pt | G  | V  | N | P  | GF | GS | DR  |
|  | ---- | ---------------------- | -- | -- | -- | - | -- | -- | -- | --- |
|  | 1.   | T'orp'edo Kutaisi      | 52 | 22 | 16 | 4 | 2  | 52 | 13 | +39 |
|  | 2.   | Lok’omot’ivi Tbilisi   | 49 | 22 | 15 | 4 | 3  | 38 | 12 | +26 |
|  | 3.   | Dinamo Tbilisi         | 38 | 22 | 11 | 5 | 6  | 37 | 19 | +18 |
|  | 4.   | Dinamo Batumi          | 37 | 22 | 11 | 4 | 7  | 31 | 19 | +12 |
|  | 5.   | K'olkheti-1913 Poti    | 35 | 22 | 10 | 5 | 7  | 32 | 29 | +3  |
|  | 6.   | Merani-91 Tbilisi      | 34 | 22 | 10 | 4 | 8  | 34 | 28 | +6  |
|  | 7.   | WIT Georgia            | 33 | 22 | 9  | 6 | 7  | 33 | 29 | +4  |
|  | 8.   | Sioni Bolnisi          | 25 | 22 | 7  | 4 | 11 | 17 | 30 | -13 |
|  | 9.   | Met'alurgi Zest'aponi  | 20 | 22 | 4  | 8 | 10 | 17 | 34 | -17 |
|  | 10.  | Guria Lanchkhuti       | 15 | 22 | 3  | 6 | 13 | 14 | 44 | -30 |
|  | 11.  | Gorda Rustavi          | 14 | 22 | 3  | 5 | 14 | 16 | 37 | -21 |
|  | 12.  | Samgurali Ts'q'alt'ubo | 14 | 22 | 3  | 5 | 14 | 15 | 42 | -27 |

Legenda:
      Qualificate alla fase per il titolo.
      Qualificate alla fase per la retrocessione.
Note:
Tre punti a vittoria, uno a pareggio, zero a sconfitta.

### Risultati
|                        | Tor  | Lok  | DiT  | DiB  | Kol  | Mer  | WIT  | Sio  | Met  | Gur  | Gor  | Sam  |
| ---------------------- | ---- | ---- | ---- | ---- | ---- | ---- | ---- | ---- | ---- | ---- | ---- | ---- |
| Torpedo Kutaisi        | –––– | 2-0  | 1-1  | 2-1  | 3-0  | 4-2  | 1-1  | 4-0  | 4-0  | 3-1  | 3-0  | 3-0  |
| Lokomotivi Tbilisi     | 1-1  | –––– | 2-1  | 3-2  | 2-0  | 3-0  | 3-1  | 1-2  | 3-0  | 2-0  | 1-0  | 1-0  |
| Dinamo Tbilisi         | 0-2  | 0-0  | –––– | 2-1  | 2-0  | 6-0  | 2-5  | 2-0  | 6-1  | 1-1  | 1-1  | 3-0  |
| Dinamo Batumi          | 1-0  | 1-3  | 2-0  | –––– | 4-1  | 1-0  | 3-0  | 1-0  | 3-1  | 4-0  | 1-0  | 1-0  |
| Kolkheti-1913 Poti     | 3-2  | 2-1  | 0-4  | 1-0  | –––– | 1-1  | 3-0  | 2-1  | 1-1  | 2-1  | 4-1  | 6-0  |
| Merani-91 Tbilisi      | 1-1  | 0-1  | 1-0  | 1-0  | 1-2  | –––– | 2-1  | 3-0  | 1-1  | 4-2  | 3-0  | 4-0  |
| WIT Georgia            | 0-3  | 0-0  | 1-0  | 0-0  | 1-1  | 1-4  | –––– | 1-0  | 0-0  | 5-0  | 1-1  | 2-1  |
| Sioni Bolnisi          | 0-1  | 0-5  | 0-0  | 1-0  | 2-1  | 2-1  | 0-1  | –––– | 2-0  | 3-0  | 1-1  | 2-0  |
| Met'alurgi Zest'aponi  | 0-3  | 0-3  | 0-1  | 1-1  | 0-0  | 0-1  | 0-3  | 4-0  | –––– | 0-0  | 2-1  | 3-1  |
| Guria Lanchkhuti       | 0-2  | 0-1  | 0-2  | 0-0  | 1-0  | 1-1  | 1-5  | 0-0  | 0-3  | –––– | 2-1  | 1-1  |
| Gorda Rustavi          | 0-3  | 0-2  | 0-1  | 1-1  | 1-2  | 0-3  | 3-2  | 1-0  | 0-0  | 1-2  | –––– | 3-0  |
| Samgurali Ts'q'alt'ubo | 1-4  | 0-0  | 1-2  | 2-3  | 0-0  | 1-0  | 1-2  | 1-1  | 0-0  | 3-1  | 2-0  | –––– |

## Seconda fase

### Gruppo per il titolo

#### Classifica finale
|  | Pos. | Squadra              | Pt | G  | V | N | P | GF | GS | DR  |
|  | ---- | -------------------- | -- | -- | - | - | - | -- | -- | --- |
|  | 1.   | T'orp'edo Kutaisi    | 48 | 10 | 7 | 1 | 2 | 12 | 5  | +7  |
|  | 2.   | Lok’omot’ivi Tbilisi | 47 | 10 | 7 | 1 | 2 | 18 | 6  | +12 |
|  | 3.   | Dinamo Tbilisi       | 44 | 10 | 8 | 1 | 1 | 20 | 1  | +19 |
|  | 4.   | K'olkheti-1913 Poti  | 26 | 10 | 2 | 2 | 6 | 9  | 16 | -7  |
|  | 5.   | Dinamo Batumi        | 23 | 10 | 1 | 1 | 8 | 5  | 19 | -14 |
|  | 6.   | Merani-91 Tbilisi    | 23 | 10 | 2 | 0 | 8 | 7  | 24 | -17 |

Legenda:
      Campione di Georgia e ammessa alla UEFA Champions League 2002-2003
      Ammesse alla Coppa UEFA 2002-2003
Note:
Tre punti a vittoria, uno a pareggio, zero a sconfitta.
Punti di bonus:
Torpedo Kutaisi 26 pti
Lokomotivi Tbilisi 25 pti
Dinamo Tbilisi 19 pti
Dinamo Batumi 19 pti
K'olkheti-1913 Poti 18 pti
Merani-91 Tbilisi 17 pti

#### Risultati
|                     | Tor  | Lok  | DiT  | KoP  | DiB  | Mer  |
| ------------------- | ---- | ---- | ---- | ---- | ---- | ---- |
| Torpedo Kutaisi     | –––– | 0-1  | 1-0  | 2-1  | 2-1  | 3-0  |
| Lokomotivi Tbilisi  | 0-1  | –––– | 0-0  | 4-1  | 5-1  | 3-0  |
| Dinamo Tbilisi      | 1-0  | 2-0  | –––– | 1-0  | 3-0  | 10-0 |
| K'olkheti-1913 Poti | 0-0  | 1-3  | 0-1  | –––– | 3-0  | 1-0  |
| Dinamo Batumi       | 0-1  | 0-1  | 0-1  | 1-1  | –––– | 1-2  |
| Merani-91 Tbilisi   | 1-2  | 0-1  | 0-1  | 4-1  | 0-1  | –––– |

### Gruppo per la retrocessione

#### Classifica finale
|  | Pos. | Squadra                | Pt | G  | V | N | P  | GF | GS | DR  |
|  | ---- | ---------------------- | -- | -- | - | - | -- | -- | -- | --- |
|  | 7.   | WIT Georgia            | 35 | 10 | 5 | 3 | 2  | 12 | 8  | +4  |
|  | 8.   | Sioni Bolnisi          | 29 | 10 | 5 | 1 | 4  | 18 | 13 | +5  |
|  | 9.   | Met'alurgi Zest'aponi  | 27 | 10 | 5 | 2 | 3  | 16 | 10 | +6  |
|  | 10.  | Gorda Rustavi          | 25 | 10 | 5 | 3 | 2  | 20 | 11 | +9  |
|  | 11.  | Samgurali Ts'q'alt'ubo | 23 | 10 | 5 | 1 | 4  | 11 | 10 | +1  |
|  | 12.  | Guria Lanchkhuti       | 8  | 10 | 0 | 0 | 10 | 4  | 29 | -25 |

Legenda:
      Ammessa alla Coppa Intertoto 2002
 Ammessa agli spareggi promozione/retrocessione
      Retrocesse in Pirveli Liga 2002-2003
Note:
Tre punti a vittoria, uno a pareggio, zero a sconfitta.
Punti di bonus:
WIT Georgia 17 pti
Sioni Bolnisi 13 pti
Met'alurgi Zest'aponi 10 pti
Guria Lanchkhuti 8 pti
Gorda Rustavi 7 pti
Samgurali Ts'q'alt'ubo 7 pti

#### Risultati
|                        | WIT  | Sio  | Met  | Gor  | Sam  | Gur  |
| ---------------------- | ---- | ---- | ---- | ---- | ---- | ---- |
| WIT Georgia            | –––– | 2-1  | 0-0  | 4-1  | 1-0  | 1-0  |
| Sioni Bolnisi          | 0-0  | –––– | 5-0  | 4-2  | 2-1  | 2-0  |
| Met'alurgi Zest'aponi  | 2-0  | 3-1  | –––– | 0-0  | 3-0  | 4-1  |
| Gorda Rustavi          | 2-2  | 3-0  | 1-0  | –––– | 1-0  | 5-0  |
| Samgurali Ts'q'alt'ubo | 2-1  | 1-0  | 2-1  | 0-0  | –––– | 3-0  |
| Guria Lanchkhuti       | 0-1  | 1-3  | 0-3  | 1-5  | 1-2  | –––– |

## Spareggio promozione/retrocessione
Allo spareggio sono state ammesse il Gorda Rustavi, decimo classificato in Umaglesi Liga, e il Kobuleti, terzo classificato in Pirveli Liga. La vincente è stata ammessa alla Umaglesi Liga 2002-2003.
|               | Risultati |          | Luogo e data      |
| ------------- | --------- | -------- | ----------------- |
| Gorda Rustavi | 2 - 1     | Kobuleti | ?, 29 maggio 2002 |
|               |           |          |                   |